# 海の森水上競技場
海の森水上競技場（うみのもりすいじょうきょうぎじょう）は、東京都江東区海の森三丁目の海の森公園の一角に整備された漕艇場。2020年東京オリンピック（ボート、カヌースプリント）、2020年東京パラリンピック（ボート、カヌー）の競技場として整備された。

## 施設概要

### コース
中央防波堤内側埋立地と中央防波堤外側埋立地の間の水路を利用して建設された全長2300m（2000m*8レーン）、幅200メートルのコース。したがって水質は海水。施設内の波を抑えるために、コースの両端に水門と揚水機を配置し水位のコントロールを可能にしているほか、スタンド側の岸壁には消波装置が設置されている。

### スタンド
屋根付きの観客席は2千人収容。オリンピック開催時には、仮設席を増設して最大1万6千人収容規模となる。

## 歴史
東京オリンピック開催決定とともにカヌー競技場として海の森水上競技場の建設が決定したが、2016年東京都知事選挙で小池百合子が東京都知事に就任するとオリンピック関連施設の見直しが打ち出され、海の森水上競技場も対象となった。一時は、埼玉県の戸田漕艇場や宮城県登米市長沼漕艇場などへの会場変更も検討されたが、工事費を圧縮することで海の森水上競技場の建設続行が決定。整備費は当初計画約491億円から約308億円へ圧縮された。2019年5月までに施設が完成。同年6月16日には小池都知事ら約400人が集まって完成披露式典が開かれた。2022年4月29日から一部再開業されることとなった。(本格再開業は2023年4月)

### 主な大会の開催
- 2019年8月7日-11日 - 2019世界ジュニアボート選手権[4]
- 2021年5月6日-7日 - 東京2020ボートアジアオセアニア予選
- 2027年予定 - 全国高等学校総合体育大会ローイング競技大会

## 競技場の利用と課題

### 暑さ対策
オリンピック会場の建設費を低減させる見直しの中で、仮設観客席は屋根の大部分が省略されることとなった。2019年8月に開催された世界ジュニア選手権は、オリンピック大会組織委員会が暑さ対策を試す重点大会の1つに指定。観客に冷却剤を配ったほか、アスファルトに打ち水をするなどの取り組みなどが実施されたが、観客からは暑さに対する苦情が出た。このことから、同年9月13日、追加的な暑さ対策を検討するため観客席に降雪機で人工雪を降らせる実験が行われたが、気温は下がらず観客役の衣服や席がぬれるだけという結果に終わった。しかしオリンピックでは、新型コロナ感染拡大による緊急事態宣言が行われていたため、全ての競技が無観客で行われた。

### オリンピック後の利用
オリンピック開催後は、主にボートの国際大会や練習場などとして活用する計画があるが、塩害による施設の早期劣化や消波施設をもってしても残る強い波により練習環境や競技大会に影響が生じる可能性がある。さらに、消波装置に付着するマガキの撤去作業、水門の管理など維持コストにより年間の赤字額は約1億6千万円に上ると試算されている。

## アクセス
- 東京臨海高速鉄道りんかい線東京テレポート駅から都営バス波01(NM01)系統、または国際展示場駅より無料シャトルバス（土曜・休日のみ）が運行されている[10]。
- 東京都が2025年7月1日から2026年3月31日まで（年末年始除く）新木場駅と海の森公園を結ぶ自動運転バスを実証運行中（無料運行）。